# Rácalmás
Rácalmás  este un oraș în districtul Dunaújváros, județul Fejér, Ungaria, având o populație de 4.388 de locuitori (2011). 

## Demografie
Componența etnică a orașului Rácalmás
     Maghiari (94,8%)
     Germani (1,86%)
     Necunoscut (0,64%)
     Alții (2,71%)
Componența confesională a orașului Rácalmás
     Fără religie (32,04%)
     Romano-catolici (26,19%)
     Reformați (5,06%)
     Atei (2,14%)
     Luterani (1,03%)
     Necunoscută (33,36%)
     Greco-catolici (0,18%)
     Alte religii (1,69%)
Conform recensământului din 2011, orașul Rácalmás avea 4.388 de locuitori. Din punct de vedere etnic, majoritatea locuitorilor (94,8%) erau maghiari, cu o minoritate de germani (1,86%). Apartenența etnică nu este cunoscută în cazul a 0,64% din locuitori. Nu există o religie majoritară, locuitorii fiind persoane fără religie (32,04%), romano-catolici (26,19%), reformați (5,06%), atei (2,14%) și luterani (1,03%). Pentru 33,36% din locuitori nu este cunoscută apartenența confesională.